# 危宿一
危宿一，即宝瓶座α（α Aqr，α Aquarii）是一颗位于宝瓶座的超巨星，距离地球约520光年。

## 特征
危宿一的视星等为2.94，是宝瓶座第二亮的恒星，仅次于虚宿一（宝瓶座β）。根据依巴谷卫星对恒星视差的测量，危宿一距离地球大约为520光年（160秒差距）。
危宿一的年龄约为5300万年，已经演变成一颗超巨星，恒星光谱是G2 Ib型。 恒星的质量是太阳质量的6.5倍，半径是太阳半径的77倍，亮度是太阳亮度的4400倍。 危宿一的表面有效温度约为5400K，这使得它的呈现出G型星特征的黄色色调。 钱德拉X射线天文台对危宿一的观测发现它和G-型主序星相比，辐射出的X射线显著匮乏，这也是早期G型巨星的共同特征。 危宿一和虚宿一（宝瓶座β）、离宫四（飞马座η）三颗中等质量的恒星组成一个恒星群落，它们在星际运动的方向垂直于银河面。
危宿一有一颗伴星CCDM J22058-0019B，可以通过望远镜看到，其视星等约为12.2，距离主星的角距离为110.4角秒，目前的位置角位于主星的40°方位。

## 命名
危宿一在西方的传统名字为Sadalmelik, 来自于阿拉伯语سعد الملك（sa‘d al-malik）， 意思为“帝皇的幸运星”。波斯帖木儿帝国国王、天文学家乌鲁伯格将危宿一和蓋屋一（宝瓶座ο）并称为Sadalmelik。此外，危宿一还与阁道三（仙后座δ）共用一个名字Rucbah，在阿拉伯语是“膝盖”的意思。 它是在天球赤道附近（1°之内）两颗拥有古代固有名的恒星之一，但是这两个名字的起源历史已不可考究。
在中国古代星官系统中，危宿一属于北方玄武七宿中危宿危 (星官)第一星，这也是危宿一名字的来由。“危”意思是屋顶，危星官由三颗恒星组成，另外两颗恒星分别是危宿二（飞马座θ）和危宿三（飞马座ε）。